# 78
| Calendário gregoriano                                                        | 78 LXXVIII                   |
| Ab urbe condita                                                              | 831                          |
| Calendário arménio                                                           | -474 – -473                  |
| Calendário bahá'í                                                            | -1766 – -1765                |
| Calendário budista                                                           | 622                          |
| Calendário chinês                                                            | 2774 – 2775                  |
| Calendário copta                                                             | -206 – -205                  |
| Calendário etíope                                                            | 70 – 71                      |
| Calendários hindus - Vikram Samvat - Calendário nacional indiano - Cáli Iuga | 133 – 134 -1 – 0 3178 – 3179 |
| Calendário Holoceno                                                          | 10078                        |
| Calendário islâmico                                                          | 561 BH – 560 BH              |
| Calendário judaico                                                           | 3838 – 3839                  |
| Calendário persa                                                             | 544 BP – 543 BP              |
| Calendário rúnico                                                            | 328                          |
| Calendário solar tailandês                                                   | 621                          |

78 (LXXVIII, na numeração romana) foi um ano comum do século I, do Calendário Juliano, da Era de Cristo, teve início a uma quinta-feira e terminou também a uma quinta-feira, e a sua letra dominical foi D.
| Ano completo                        |
| ----------------------------------- |
| Ano comum com início à quinta-feira |

## Eventos

### Ocidente
- Cneu Júlio Agrícola toma posse como governador da Britânia, no actual Grã-Bretanha.
- Vespasiano funda Águas Flávias, actual Chaves em Portugal.

### Extremo Oriente
- Segunda dinastia Cuxana, na Índia (até 96).